# Lythria abstinentaria
Lythria abstinentaria är en fjärilsart som beskrevs av Fuchs 1901. Lythria abstinentaria ingår i släktet Lythria och familjen mätare. Inga underarter finns listade i Catalogue of Life.